# Valentin Perko
Valentin Perko, slovenski snemalec in direktor fotografije, * 8. april 1950, Ljubljana. Je drugi sin slikarja Lojzeta Perka, njegova brata pa sta slikar Tomaž Perko in psiholog Andrej Perko.
Perko je leta 1977 diplomiral iz fotografije na FAMU v Pragi (češko Filmová a televizní fakulta Akademie múzických umění v Praze). Kariero je začel kot snemalec dokumentarnih in reklamnih filmov, dejaven pa je tudi na televiziji. Posnel je številne kratke in celovečerne filme z različnimi režiserji.
Perkova filmska fotografija je posebej likovno dognana v filmih Dih (1983), Maja in vesoljček (1988), Do konca in naprej (1990), Triangel (1991), Morana (1993), Ekspres, ekspres (1996), Brezno (1998) ter v televizijskem filmu Pet majskih dni (1997). Ustvaril pa je tudi večkrat nagrajeni eksperimentalni film Valcer za Tavžentarjeva dva (1981). Posnel pa je še naslednje filme: Učna leta izumitelja Polža (1982), Nobeno sonce (1984), Sonce za dva (1986), Cpprnica Zofka (1988), Herzog (1995), Napisan list (2000) in bil direktor fotografije pri filmu Petelinji zajtrk (2007). Za televizijo pa je posnel tudi: Paralele (1987), Vaški učitelj (1993), Steber (1997) in tv nadaljevanko v 5-tih delih Novi svet (2003).
Od leta 2009 je bil predstojnik katedre za kamero na AGRFT, kjer je kot izredni profesor tudi poučeval.

## Seznam del (direktor fotografije)
| Naslov dela                        | vrsta             | leto nastanka | leto objave | dolžina (minut) |
| Oton Župančič                      | kratki film       | 1978          | 1978        | 019:02          |
| Darilo, ki pomeni upanje - dializa | kratki film       | 1977          | 1977        | 011:13          |
| Monolog Ivana Potrča               | kratki film       | 1978          | 1978        | 016:56          |
| V službi socializma in Boga        | kratki film       | 1979          | 1980        | 012:15          |
| Pogreb                             | kratki film       | 1979          | 1979        | 013:28          |
| Venec                              | kratki film       | 1979          | 1979        | 013:45          |
| Pogled stvari                      | kratki film       | 1979          | 1979        | 012:40          |
| Prestop                            | celovečerni film  | 1980          | 1980        | 088:54          |
| Ljubezen                           | kratki film       | 1980          | 1980        | 011:00          |
| Ristanc                            | kratki film       | 1981          | 1981        | 013:05          |
| Valček za Taužentarjeva dva        | kratki film       | 1981          | 1981        | 004:54          |
| Sveča                              | študijski film    | 1981          | 1981        | 011:00          |
| Učna leta izumitelja Polža         | celovečerni film  | 1982          | 1982        | 084:32          |
| Too Much                           | kratki film       | 1982          | 1982        | 009:00          |
| Dih                                | celovečerni film  | 1983          | 1983        | 113:00          |
| Kozolec                            | kratki film       | 1983          | 1984        | 012:00          |
| Nobeno sonce                       | celovečerni film  | 1984          | 1984        | 095:00          |
| Kasač                              | kratki film       | 1984          | 1984        | 011:06          |
| Senca                              | kratki film       | 1984          | 1985        | 009:00          |
| Start                              | kratki film       | 1984          | 1985        | 003:00          |
| Janoš                              | celovečerni film  | 1984          | 1984        | 092:00          |
| Kolizej                            | dokumentarni film | 1984          | 1984        | 039:00          |
| Sonce za dva                       | TV film           | 1986          | 1987        | 076:00          |
| Zakladi Slovenije                  | TV serija         | 1986          | 1986        | 055:00          |
| Paralele                           | TV film           | 1987          | 1987        | 077:00          |
| Plečnikove Žale                    | TV dokumentarec   | 1987          | 1987        | 044:50          |
| Maja in vesoljček                  | celovečerni film  | 1988          | 1988        | 072:40          |
| Coprnica Zofka                     | celovečerni film  | 1988          | 1989        | 082:49          |
| Ječarji                            | celovečerni film  | 1990          | 1991        | 084:17          |
| Ribištvo                           | kratki film       | 1991          | 1991        | 025:00          |
| Triangel                           | celovečerni film  | 1991          | 1992        | 083:00          |
| Morana                             | celovečerni film  | 1991          | 1993        | 104:00          |
| Vaški učitelj                      | TV drama          | 1993          | 1993        | 056:00          |
| Povodni mož                        | študijski film    | 1995          | 1995        | 009:39          |
| Herzog                             | celovečerni film  | 1995          | 1997        | 085:00          |
| Styria                             | kratki film       | 1995          | 1995        | 012:37          |
| Ekspres, ekspres                   | celovečerni film  | 1996          | 1997        | 074:00          |
| Balkanska ruleta                   | kratki film       | 1997          | 1997        | 003:00          |
| Črepinjice                         | študijski film    | 1997          | 1997        | 016:26          |
| Pet majskih dni                    | TV film           | 1997          | 1998        | 067:00          |
| Steber                             | TV film           | 1997          | 1997        | 068:00          |
| Brezno                             | celovečerni film  | 1998          | 1998        | 104:00          |
| Noč v hotelu                       | študijski film    | 1998          | 1998        | 017:02          |
| Mojstrovine Slovenije              | TV serija         | 1998          | 1999        | 025:00          |
| Nepopisan list                     | celovečerni film  | 1999          | 2000        | 092:00          |
| Obrazi zelene reke                 | kratki film       | 1999          | 2000        | 019:00          |
| Zadnji utrip                       | dokumentarni film | 1999          | 2000        | 041:00          |
| Jezero                             | študijski film    | 1999          | 1999        | 015:10          |
| Vrt                                | študijski film    | 1999          | 1999        | 011:38          |
| Jabolko                            | TV film           | 2001          | 2001        | 045:00          |
| Portret Urbana Kodra               | dokumentarni film | 2002          | 2002        | 052:00          |
| Maribor                            | dokumentarni film | 2002          | 2002        | 050:00          |
| Novi svet                          | TV nadaljevanka   | 2003          | 2003        | 030:00          |
| No fiesta Paeblo                   | dokumentarni film | 2003          | 2003        | 050:00          |
| Tisoč let                          | kratki film       | 2003          | 2003        | 005:45          |
| Zvesti prijatelji                  | TV film           | 2003          | 2004        | 101:02          |
| Desperado Tonic                    | celovečerni film  | 2004          | 2005        | 070:00          |
| Zadnji tovor                       | dokumentarni film | 2004          | 2005        | 050:00          |
| Zabranjena ljubav                  | TV nadaljevanka   | 2004          | 2004-2005   | 030:00          |
| Zvesti prijatelji                  | TV serija         | 2004          | 2007        | 030:00          |
| Poklic Arne                        | dokumentarni film | 2005          | 2006        | 050:02          |
| Tunel upanja                       | dokumentarni film | 2006          | 2006        | 053:00          |
| Petelinji zajtrk                   | celovečerni film  | 2007          | 2008        | 125:00          |
| Roki na steni                      | študijski film    | 2008          | 2008        | 016:18          |
| Morje v času mrka                  | celovečerni film  | 2009          | 2009        | 082:00          |
| Neizstreljeni naboj                | TV film           | 2011          | 2011        | 055:00          |
| Duhec                              | celovečerni film  | 2012          | 2012        | 092:00          |
| Duhec                              | TV serija         | 2012          | 2012        | 030:00          |

Kot stranski igralec je nastopil tudi v filmu Do konca in naprej (1990).

## Seznam nagrad in priznanj[3]
1980, Posebno priznanje Metoda Badjure, Celje
1988, Priznanje Metoda Badjure z diplomo, Celje
1991, Zlata nagrada Metoda Badjure, Celje
1993, Srebrna nagrada Metoda Badjure, Portorož
1997, Nagrada za fotografijo Herzog in Ekspres, ekspres, Portorož
1997, Kodak nagrada za fotografijo, Portorož
2007, Nagrada Jožeta Babiča, RTV SLO
2024, Nagrada Iris za življenjsko delo